# Dan McCann
Dan McCann (* um 1940) ist/war ein US-amerikanischer Filmproduzent, der 1978 mit einem Oscar ausgezeichnet wurde.

## Berufliches
McCann trat 1967 erstmals mit der satirischen Dokumentation Lenny Bruce in ‚Lenny Bruce‘ im Filmbereich in Erscheinung, die von dem US-amerikanischen Stand-up-Comedian und Satiriker Lenny Bruce handelt. Der Film zeigt den vorletzten Live-Auftritt von Bruce, der bekannt für seine umstrittenen Auftritte und am Ende viele Auftrittsverbote war. Zehn Jahre später produzierte McCann den komödiantisch-dramatischen Fernsehfilm I’m a Fool von Noel Black, in dem ein junger Pferdetrainer eine Frau umwirbt, indem er ihr Lügen auftischt und eine Wichtigkeit vortäuscht, die er gar nicht hat. Im selben Jahr entstand auch die biografische Dokumentation Die DeBolts und ihre 19 Kinder unter der Regie von John Korty. Der Film erzählt die Geschichte von Dorothy und Bob DeBolt und ihren Kämpfen und ihrer Freude, die ihnen ihre 19 Adoptivkinder bescheren, von denen viele körperlich behinderte Kriegswaisen sind. Für und mit dem Film wurden John Korty, Warren L. Lockhart und McCann mit einem Oscar ausgezeichnet. Der Film konnte weitere Preise erringen sowie eine Nominierung für den Primetime Emmy Award. 
McCanns letzter Film war der Dokumentarfilm Yosemite: The Fate of Heaven (1989) von John Else, für den er als betreuender Produzent auftrat. Der Film ist Teil von The American Experience und wird im Original von Robert Redford erzählt.

## Filmografie (Auswahl)
- 1967: Lenny Bruce in ‚Lenny Bruce‘ (Produktionsteam)
- 1971: Thank You Mask Man (Kurzfilm; Ton)
- 1974: The Music School (Fernsehfilm; Produzent)
- 1977: I’m a Fool (Fernsehfilm; Produzent)
- 1977: Almos’ a Man (Fernsehfilm; Produzent)
- 1977: Die DeBolts und ihre 19 Kinder (Who Are the DeBolts and Where Did They Get Nineteen Kids?; Produzent)
- 1980: The Golden Honeymoon (Fernsehfilm; Produzent)
- 1989: Yosemite: The Fate Heaven (betreuender Produzent)

## Auszeichnungen
Academy Awards 1978
- Auszeichnung mit dem Oscar für und mit Die DeBolts und ihre 19 Kinder in der Kategorie „Bester Dokumentarfilm“,
gemeinsam mit John Korty und Warren L. Lockhart

Directors Guild of America, USA 1979
- Gewinner DGA Award für und mit Die DeBolts und ihre 19 Kinder in der Kategorie „Beste Regieleistung in einem Dokumentarfilm“,
gemeinsam mit John Korty

Primetime Emmy Awards 1979
- Nominiert für den Primetime Emmy für und mit Die DeBolts und ihre 19 Kinder in der Kategorie „Hervorragendes Informationsprogramm“,
gemeinsam mit Henry Winkler, John Korty und Warren L. Lockhart